# Кугелблиц
Флакпанцер IV Лоптаста муња (нем. FlakPanzer IV Kugelblitz) био је експериментално самоходно ПВО оруђе из Другог светског рата. 

## Историја
Постојале су 3 варијанте Флакпанцера IV, од којих је најраније и најбројније било Mobelwagen, Flak43 ПВ топ калибра 37 mm постављен у тело Панцера IV без куполе. Недостатак заштите за посаду током акције био је велики недостатак. Замена је био Wirbelwind, са 4 ПВ топа калибра 20 mm у отвореној осмоугаоној куполи са зидовима дебелим 16 mm. Трећа варијанта, Ostwind заменила је четири 20 mm са Flak43 ПВ топом калибра 37 mm. 

## Карактеристике
Иако су Wirbelwind и Ostwind били успешна решења, развој напреднијих возила текао је упоредо са њиховом производњом. Најбоље од ових било је Kugelblitz, са затвореном куполом са два топа Flak103/38 калибра 30 mm и стереоскопском опремом за проналажење домета за командира. Само 5 прототипских возила довршено је пре краја рата.